# Дрымша
Дрымша (болг. Дръмша) — село в Болгарии. Находится в Софийской области, входит в общину Костинброд. Население составляет 263 человека (2022).

## Политическая ситуация
Дрымша подчиняется непосредственно общине и не имеет своего кмета.
Кмет (мэр) общины Костинброд — Красимир Вылов Кунчев (Болгарская социалистическая партия (БСП)) по результатам выборов.

## Герб
Герб Дрымшы представляет собой изображение золотого льва на красном щите. Герб выполнен художником Кристофр-Джоузеф Равнополски-Дин.

## Галерея

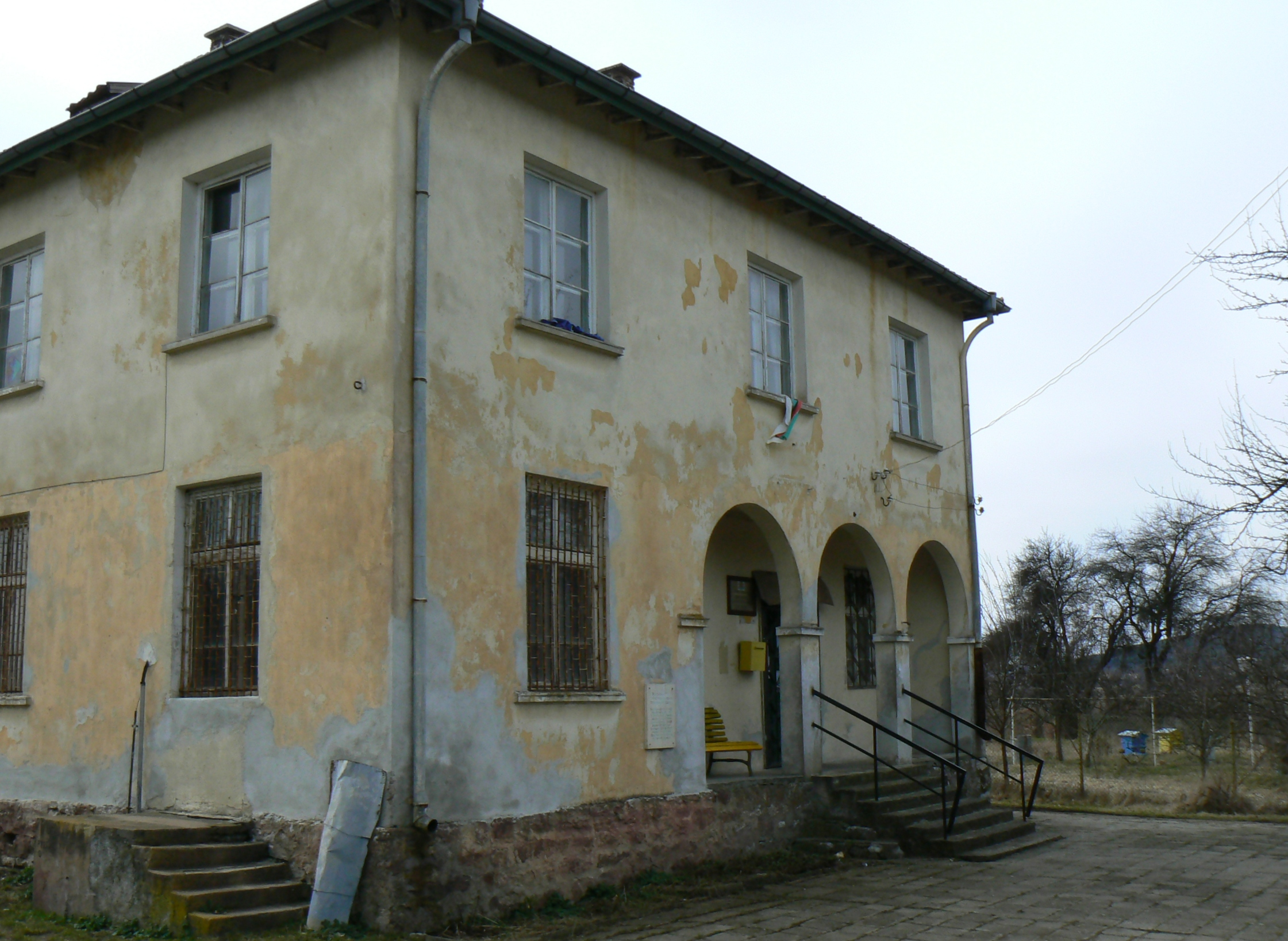
Мэрия
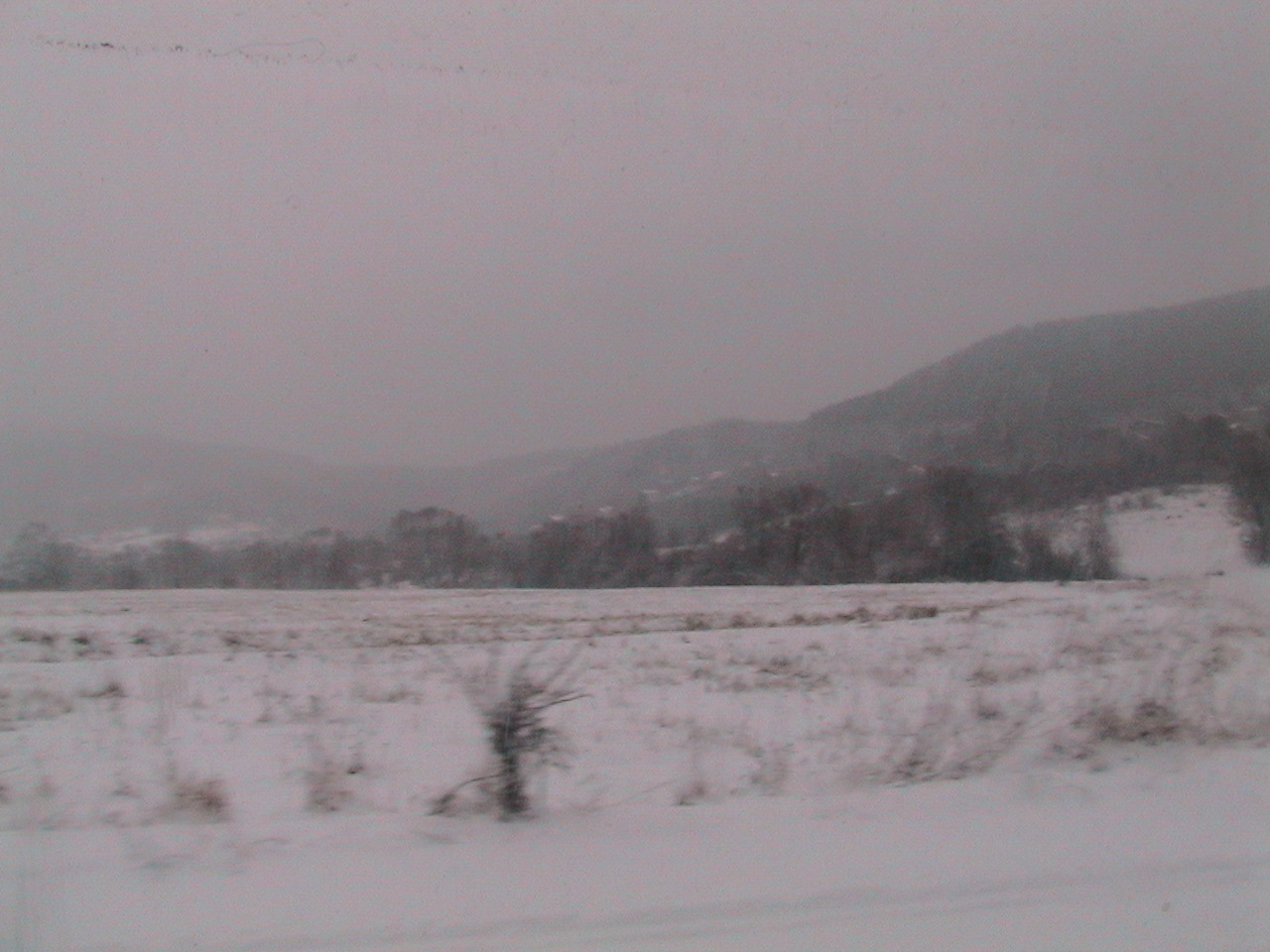
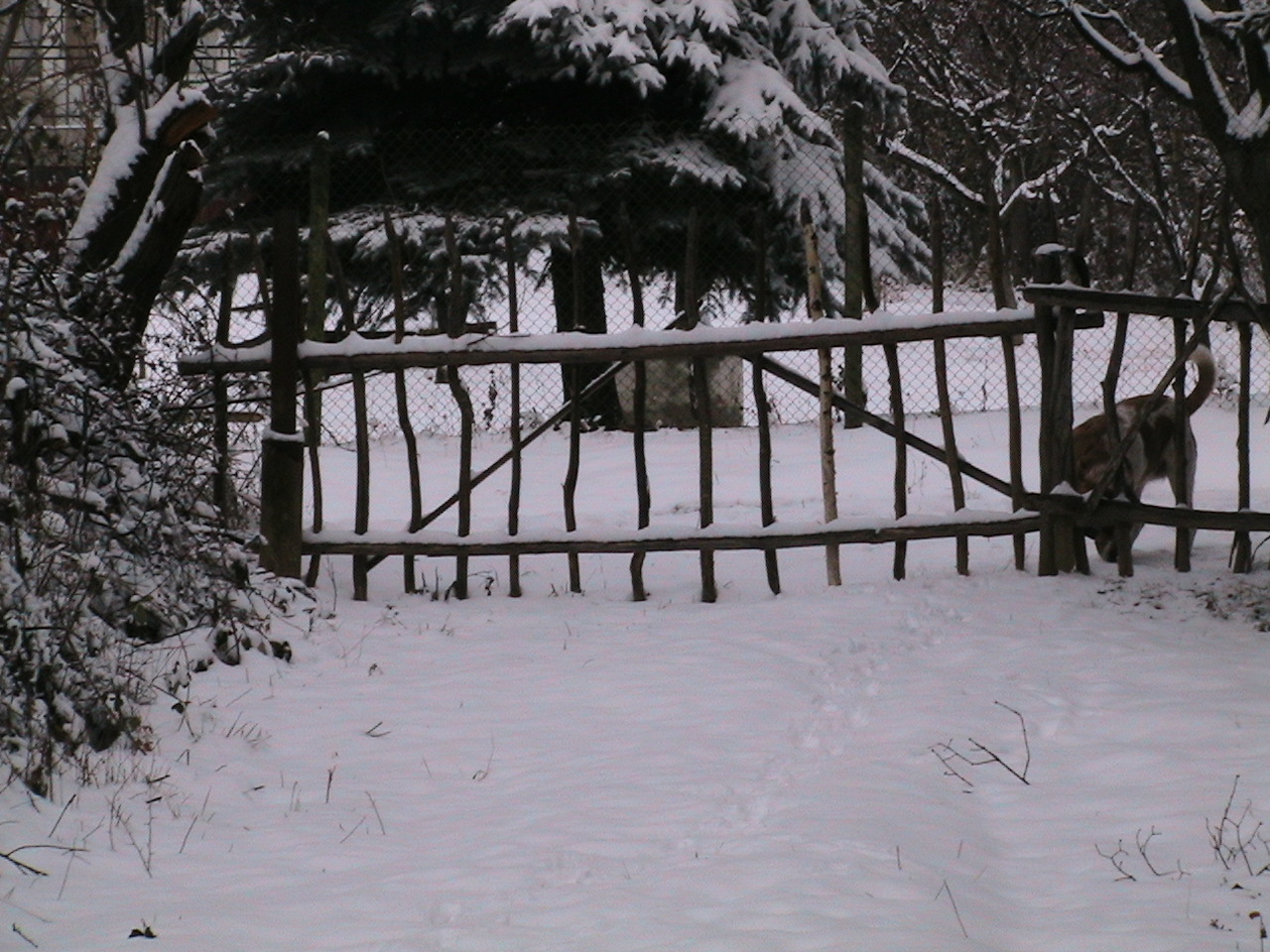